# بز
بز (نام علمی: Capra aegagrus hircus) یک زیرگونه اهلی‌شده از راستهٔ جفت‌سمان (Artiodactyla)، خانوادهٔ گاوان (Bovidae)، سرده بزهای کوهی (Capra) و گونه بز وحشی (C. aegagrus). گاهی برای تفکیک میان دو جنسیت این جانور جنس ماده آن را «بُز» و جنس نر آن را «کَل» «یوور» یا «پازن» می‌گویند.
نخستین نشانه‌های اهلی‌سازی بز در ایران یافت شد که مربوط به حدود ۱۰٬۰۰۰ سال پیش از میلاد است.
بزها بسته به این که در چه گله‌ای هستند، دارای لهجه متفاوتی می‌باشند.

## اهلی‌سازی
بزها حدود ۱۰٬۰۰۰ سال پیش در اطراف رشته‌کوه زاگرس در غرب ایران اهلی شدند و بعد از سگ‌ها از نخستین حیوانات اهلی به‌شمار می‌آیند. تحلیل‌های ژنتیکی شواهد باستان‌شناسی را تأیید می‌کند و نشان می‌دهد بز کوهی بزوار وحشی که امروزه در رشته‌کوه زاگرس یافت می‌شود و در گذشته در آناتولی گسترده بوده، به‌احتمال زیاد جد اصلی تمام یا اکثر بزهای اهلی امروزی است.
کشاورزان دوره نوسنگی (نئولیتیک) شروع به نگهداری از بزهای وحشی کردند، عمدتاً برای دسترسی آسان به شیر و گوشت آنها، همچنین به‌خاطر کودشان که به‌عنوان سوخت استفاده می‌شد؛ و از استخوان، مو و زردپی آنها برای ساخت لباس، سازه و ابزار بهره می‌بردند. قدیمی‌ترین بقایای بزهای اهلی مربوط به ۱۰٬۰۰۰ سال پیش از زمان حال در تپه گنج‌دره ایران کشف شده‌اند. بقایای بز در محوطه‌های باستانی اریحا، چوغامامی، جایتون و چایونو یافت شده که قدمت اهلی‌سازی بز در آسیای غربی را بین ۸٬۰۰۰ تا ۹٬۰۰۰ سال پیش نشان می‌دهد. شواهد دی‌ان‌ای نشان می‌دهد اهلی‌سازی بزها حدود ۱۰٬۰۰۰ سال پیش رخ داده است. به‌طور تاریخی، پوست بز برای ساخت بطری‌های آب و شراب هم در سفر و هم برای حمل و فروش شراب، و برای تولید پوست‌نوشت (پرگامنت) به‌کار رفته است. بررسی دی‌ان‌ای بقایای بز از تپه‌های گنج‌دره نشان می‌دهد بزها به دو گروه تقسیم می‌شدند: یکی شبیه بزهای اهلی امروزی و دیگری شبیه بزهای وحشی، که نشان از آغاز فرایند اهلی‌سازی ژنتیکی دارد. این قدیمی‌ترین شواهد ژنتیکی از اهلی‌سازی بز است و نشان می‌دهد زاگرس یا اطراف آن خاستگاه اصلی اهلی‌سازی بزها بوده است. گوسفندها کمی بعد اهلی شدند و گاو و خوک دیرتر، به‌دلیل سختی مهارشان.

## تولیدمثل

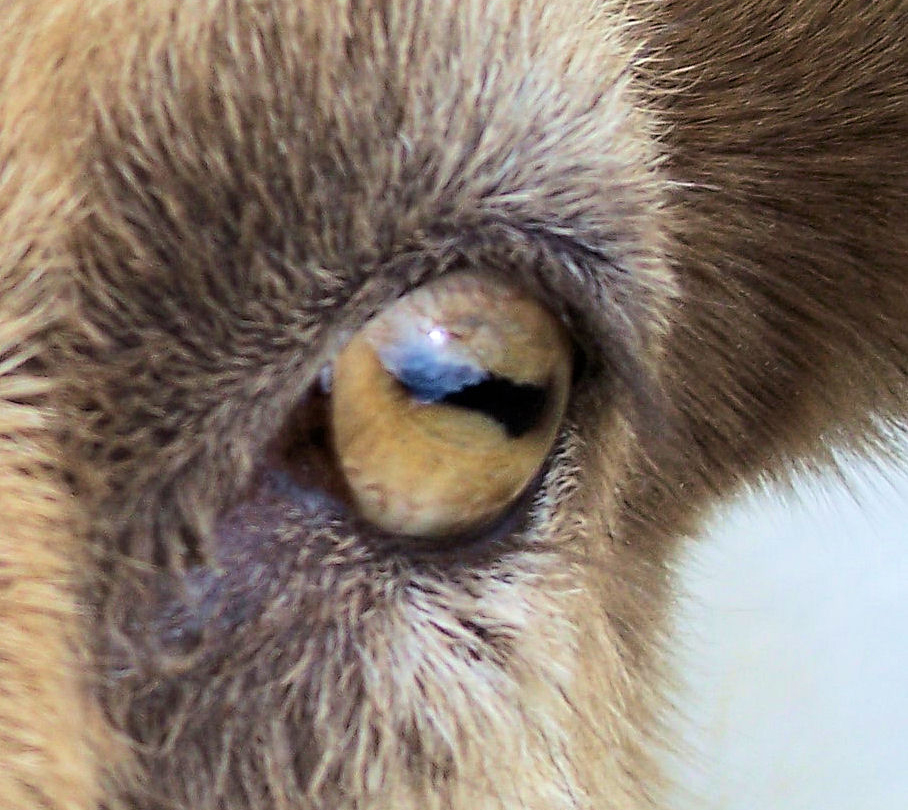
مردمک چشم بز به شکل مستطیل افقی با گوشه‌های محدب است.

فصل و سن زادآوری بز به نژاد، آب و هوا، نوع و میزان غذا و نژاد بستگی دارد. در مناطق گرمسیری استوایی بز در تمام طول سال می‌تواند زاد آوری کند. اما در مناطق معتدل و سرد فصل زاد آوری اواخر تابستان تا اواخر زمستان است. آغاز سن زادآوری بز معمولاً از ۷ ماهگی تا ۱۹ ماهگی است، اما اغلب بزها تقریباً در یک سالگی قادر به تولیدمثل هستند.
عمر بز معمولاً میان ۸ تا ۱۲ سال و به‌طور متوسط ۱۰ سال است. فصل تولیدمثل بز در ایران معمولاً اواخر تابستان و اوایل پاییز است. دوره آبستنی تقریباً پنج ماه است و بزغاله‌ها معمولاً در اسفند، فروردین و اردیبهشت متولد می‌شوند. بز یک تا دو و گاهی سه بزغاله می‌زاید. بزغاله بسیار چالاک و بازیگوش است و چند ساعت پس از تولد می‌تواند به همراه مادرش بدود.
روند تولید مثل برای بز تا زمانی ادامه‌دار است که این حیوانات از نظر ژنتیکی و سلامتی در وضعیت مناسبی قرار داشته باشند.

## نژادهای بز

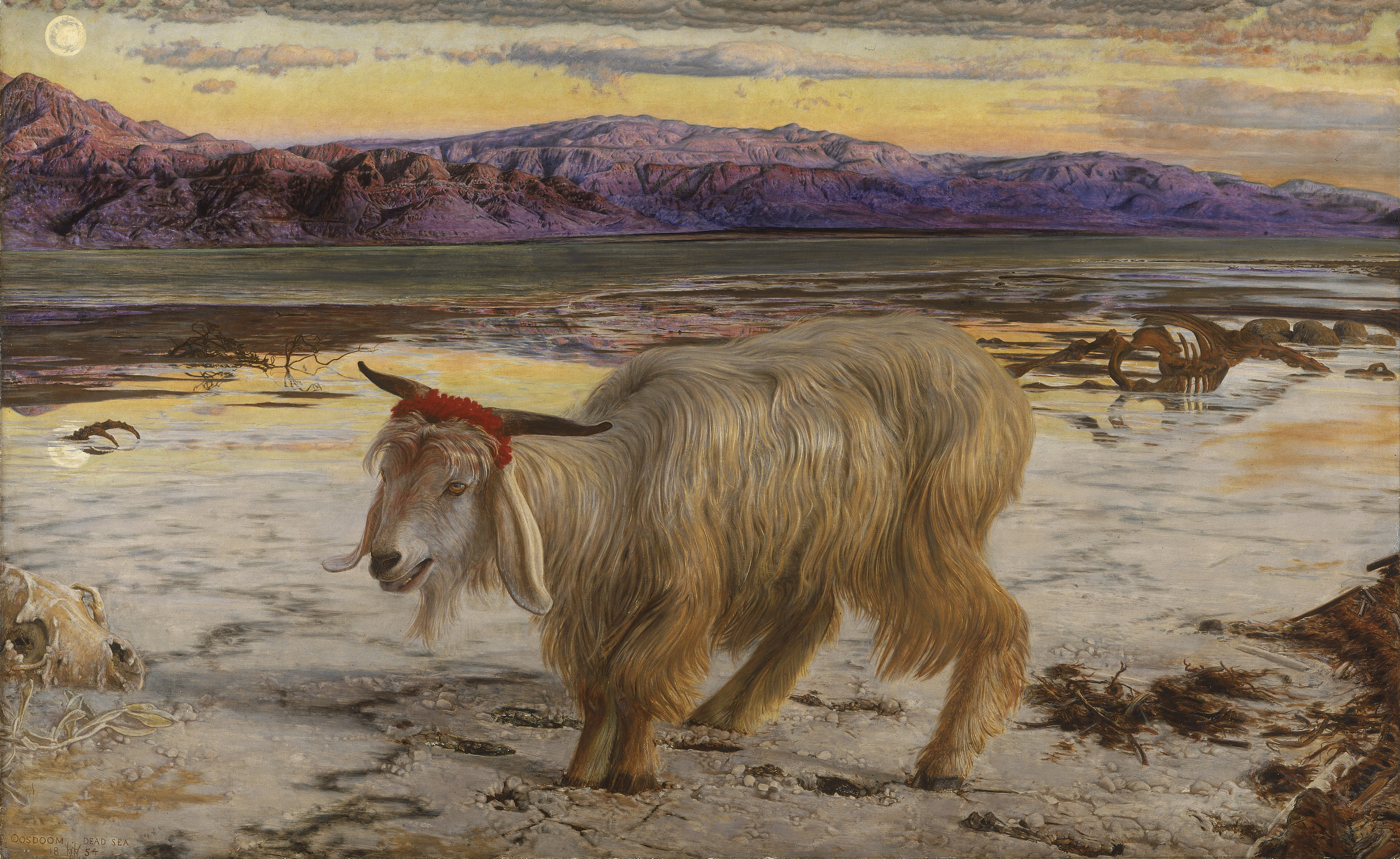
بز طلیعه اثر ویلیام هولمن هانت، سال ۱۸۵۴

بز اهلی، نژادهای گوناگونی دارد که در سراسر جهان، پراکنده‌اند و به احتمال بالا، منشأ آنان، پازن یا بز وحشی ایرانی بوده است. امروزه بیش از ۳۰۰ نژاد بز اهلی، با ویژگی‌های مختلف، در سراسر جهان دیده می‌شوند، که شماری از آنها از نظر اقتصادی و زندگی انسان اهمیت فراوان دارد؛ مثلاً نژادهای آنقره و کشمیر را برای تولید کرک و موی آنها و نژادهای سانن، توگن بورگ و چند نژاد اصلی دیگر را برای تولید شیر فراوان و بعضی نژادها را برای تولید گوشت پرورش می‌دهند.
گونه‌ای نژاد بسیار کوچک بز را در آفریقا، برای گوشت آن و در آمریکای شمالی به عنوان حیوان دست‌آموز خانگی پرورش می‌دهند و دانشمندان برای تحقیقات آزمایشگاهی از آن استفاده می‌کنند. در بخشهایی از آسیا و آفریقا طبق سنتهای رایج، نگهداری گله‌های بزرگ بز را نشانه برکت و ثروت می‌دانند. بز تقریباً هر نوع گیاه، حتی گیاهان تلخ مزه و خارهای بیابان را می‌خورد و زندگی در کوهستان و صخره‌نوردی برای این جاندار آسان و ایده‌آل است. از این‌رو گله‌داران بزرگ از بز برای پاکسازی مراتع خود از این گونه گیاهان بهره می‌گیرند. حامد کیومرثی پژوهشگر مرکز تحقیقات و آموزش کشاورزی و منابع طبیعی استان گیلان در گفت‌وگو با خبرگزاری فارس به اهمیت زیست‌محیطی پرورش بز اشاره می‌کند و می‌گوید: بزها می‌توانند به پاک سازی محیط‌زیست کمک کنند؛ بزها به عنوان ابزاری برای کمک به ریشه کنی بوته تمشک و کاهش استفاده از علف کش‌ها برای کنترل علف‌های هرز مهاجم بسیار مؤثرند.

## در کشورها

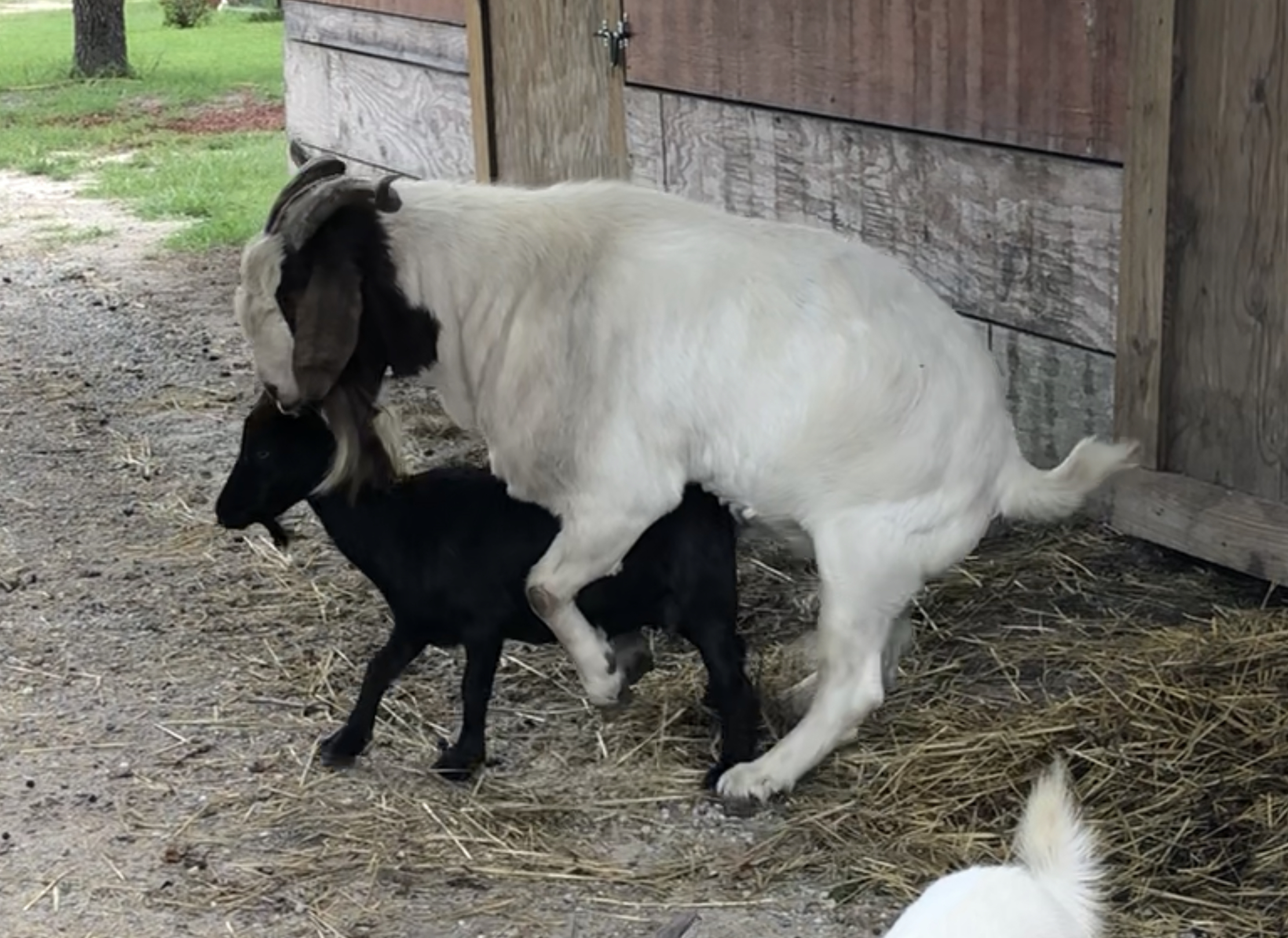
جفت‌گیری بزها

### ایران
نخستین شواهد از اهلی سازی بز در جهان متعلق به منطقه گنج دره کرمانشاه ایران است (حدوداً ده هزار سال قبل از میلاد) که نشان‌دهندهٔ پرورش سازمان‌یافتهٔ این جانور است. گونه‌های والد Capra hircus aegagrus است که هنوز به‌طور وحشی (بز کوهی) از ترکیه تا بلوچستان یافت می‌شود.
بز در اوستا یاشت ۱۴٫۲۵ به عنوان یکی از اشکالی که Vərəθraγna اختیار می‌کند ذکر شده؛ در وندیداد ۵٫۵۲ شیر بز در زمره غذاهایی که زنانی که بچه مرده می‌زایند ممکن است مصرف کرده باشند آمده است. دو لفظ دیگر اوستایی، ازه «بز نر» و اسچانی «-بچه» در نیرنگستان و در دادستان ایک دنیگ در فهرست حیواناتی که قربانی می‌شوند و در پوندهیشن که گفته می‌شود کوجمترین گوسپند است ذکر شده. در بوندهیشن پنج سرده بز ذکر شده‌اند.
گونه‌های اهلی بز در جهان ایرانی در کل به‌طور سازمان یافته مورد مطالعه قرار نگرفته‌اند، و تلاشی در جهت بهبود ژنتیکی آنها هم صورت نگرفته است. به نظر می‌رسد همگی به یک نوع تعلق داشته باشند، و شاخ‌های شمشیر گونه داشته باشند. مقطع آن دراز یا قدری مقعر است و پشم بلند سیاه یا به ندرت قهوه‌ای تیره‌ای دارد. واریاسیون‌های اصلی منطقه‌ای، که بازتاب دهندهٔ محیط زیست آن‌ها (استپ یا کوه) هستند، درازی مو رنگ‌بندی سر و سم و فرم و درازی گوش‌ها و الی آخر هستند. وجود بزهای گونهٔ آنکارا در ایران و افغانستان محتمل است ولی جایی ثبت نشده، مثالهای منزوی را ممکن است بتوان در نتیجهٔ موتاسیون‌ها یافت ولی نه آن طور که در ترکیه رخ می‌دهد، از طریق تولید مثل گزینشی.
جمعیت بزها در جهان حدود یک میلیارد رأس و در ایران حدود ۱۶ میلیون رأس تخمین زده شده است. این ارقام به وضوح اهمیت بز در جهان و ایران را نشان می‌دهند. در واقع، گرچه این حیوان در بازار ایران کمتر از گوسفند ارزش دارد، در تمامی نواحی که از دامداری امرار معاش می‌کنند به دلیل گسترهٔ محصولاتش و آسانی نگهداری بسیار مورد توجه است. بزها چیزهایی را می‌خورند که گوسفند نمی‌تواند بخورد، حتی در اراضی تعریف نشدهٔ حومهٔ شهرها، و نقش غیرقابل انکاری در مسیر سازی دارند. بدین ترتیب برای فقرا در ایران و افغانستان و بسیاری دیگر از مناطق خشک مانند آفریقا، بز نقشِ هم گاو و هم گوسفند را ایفا می‌کند.

## نگارخانه

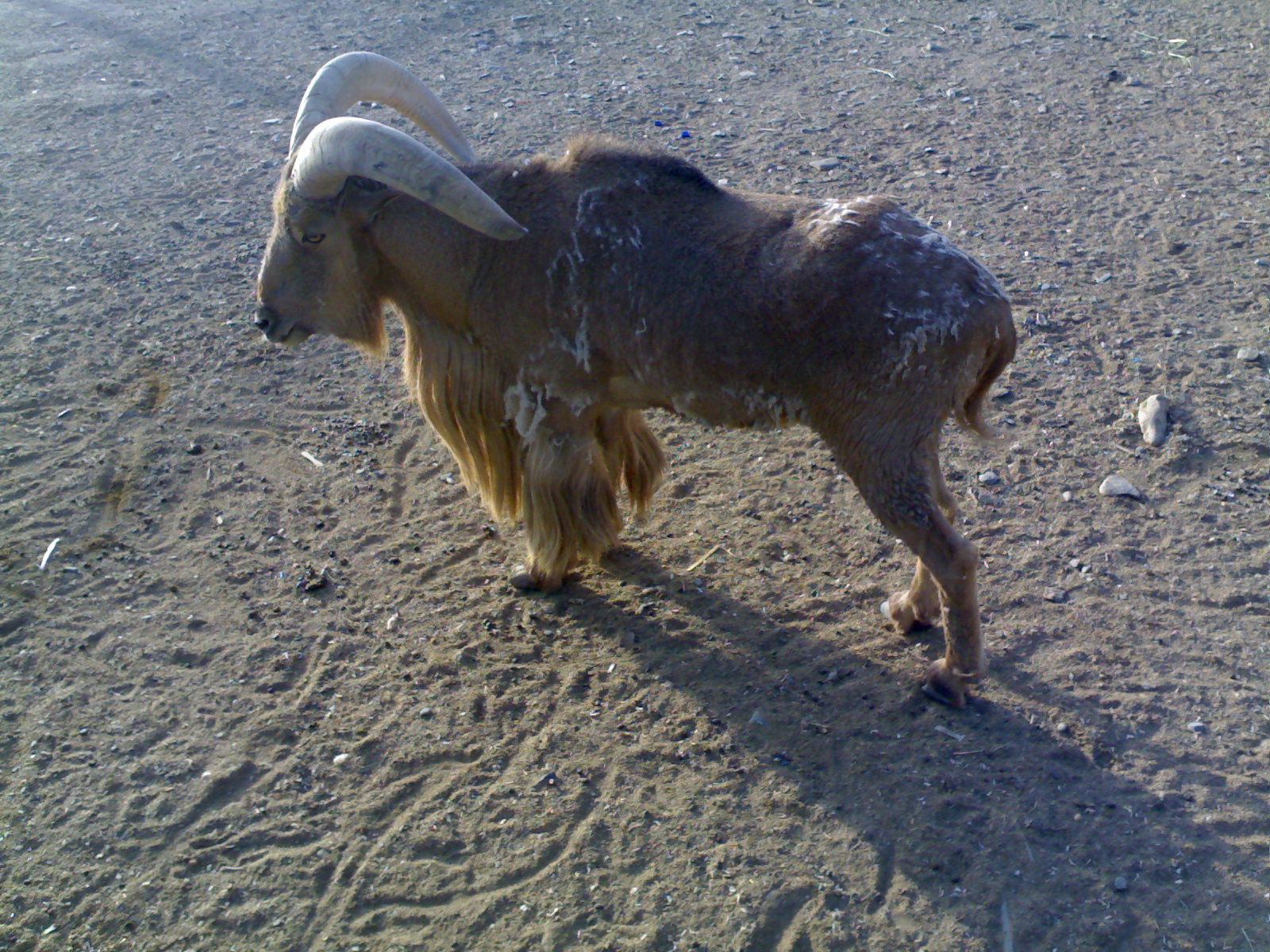
یک بز در کوهستان پارک مشهد
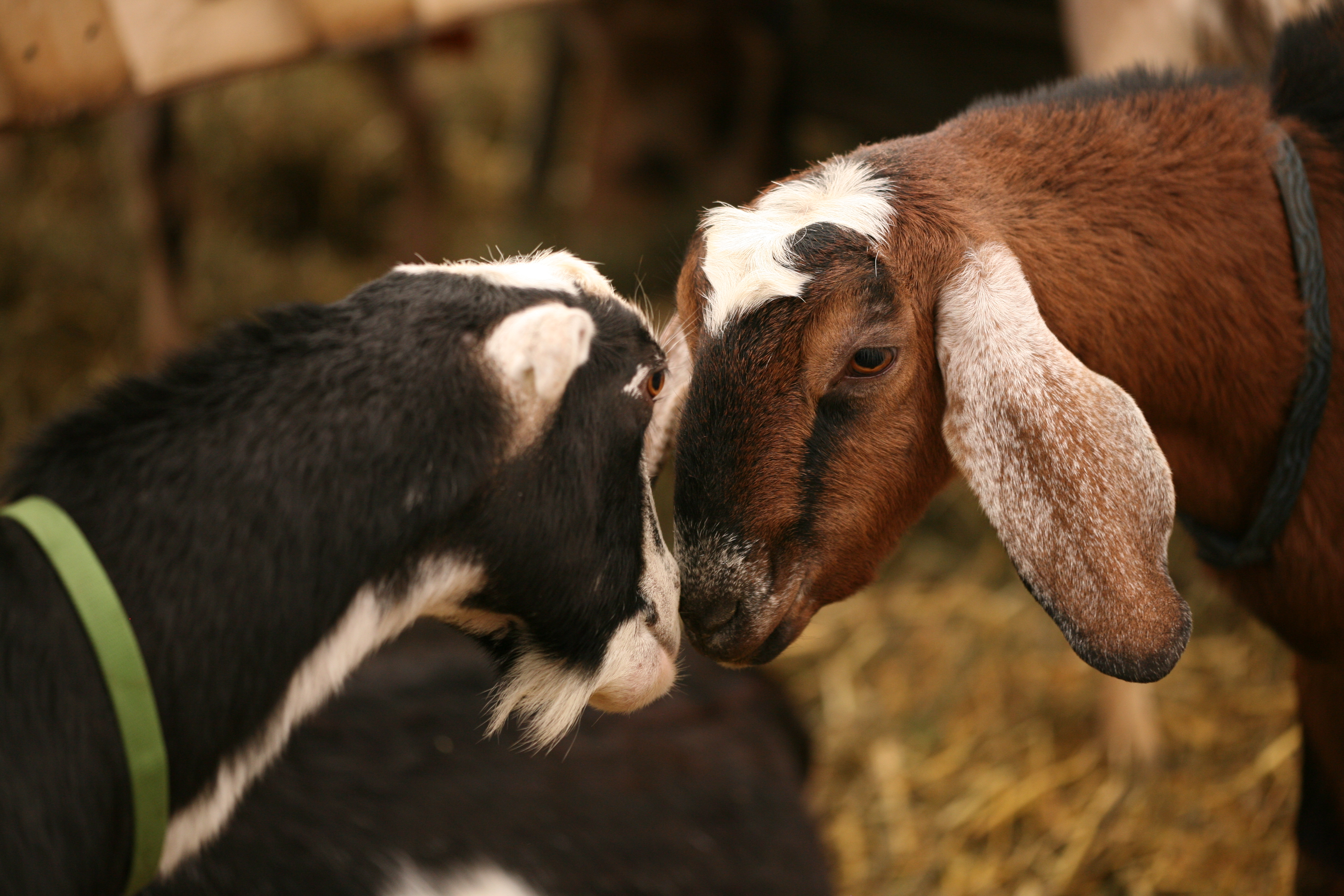
دو بز در حال شاخ به شاخ
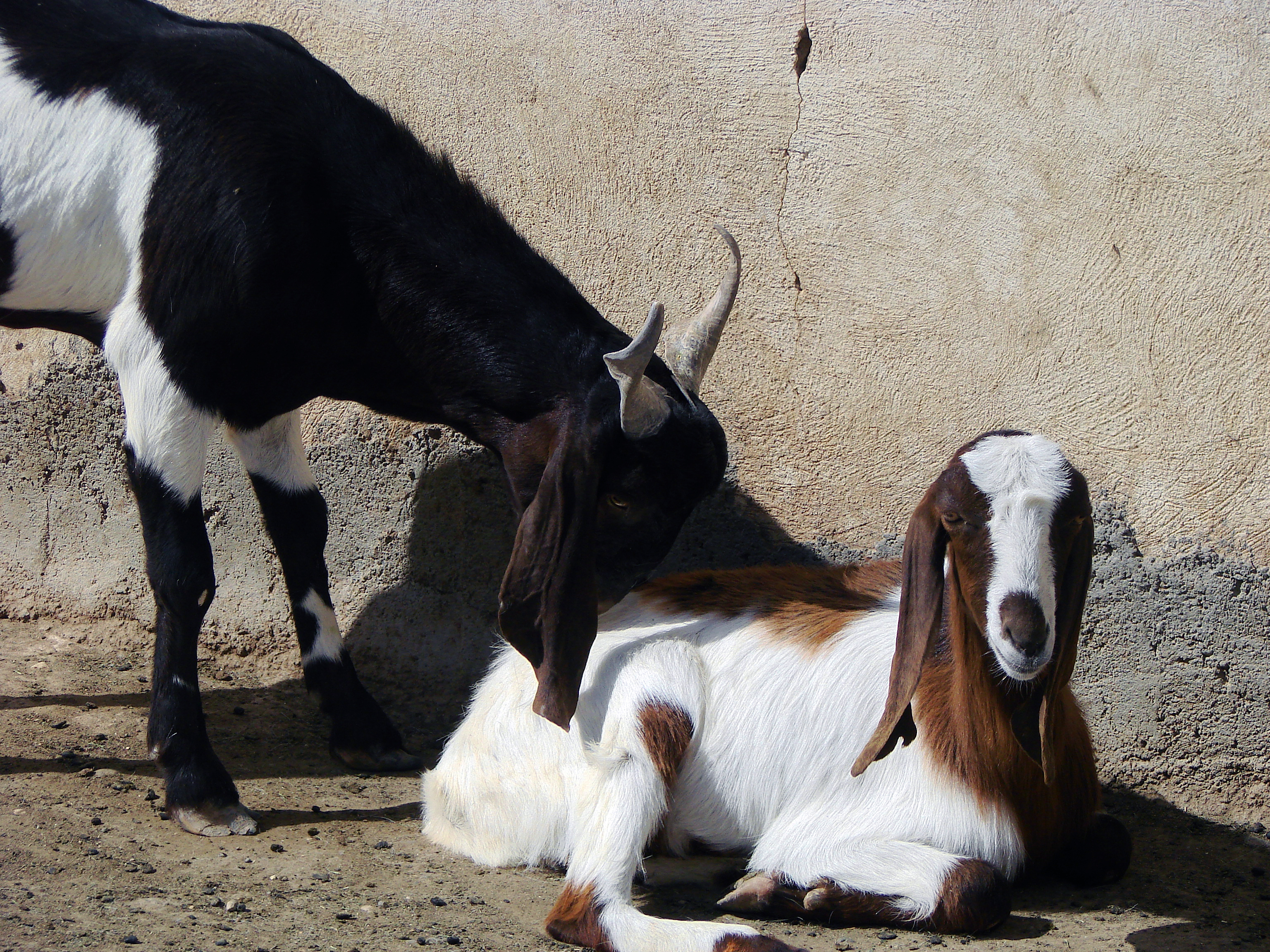
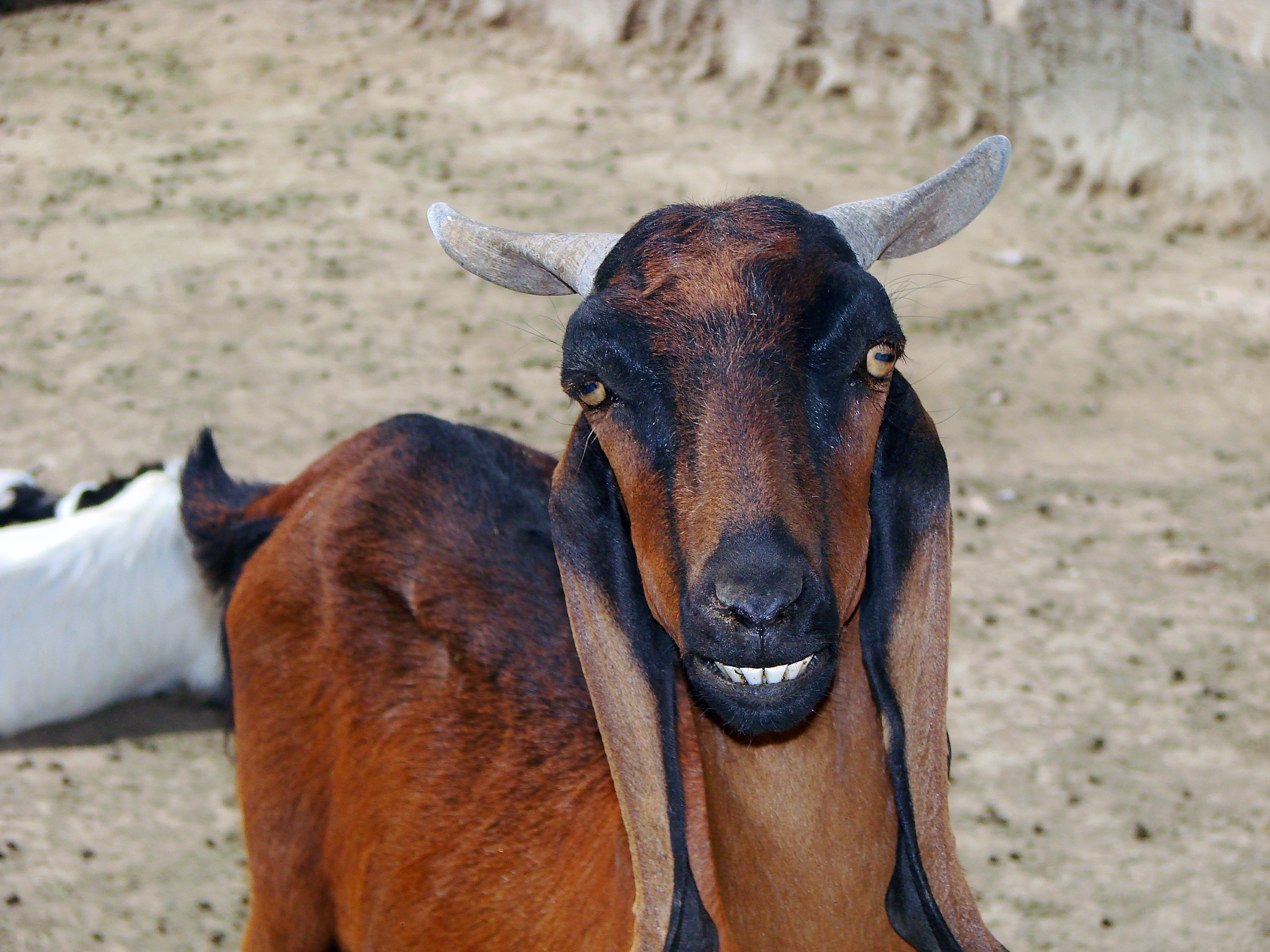
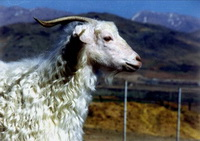
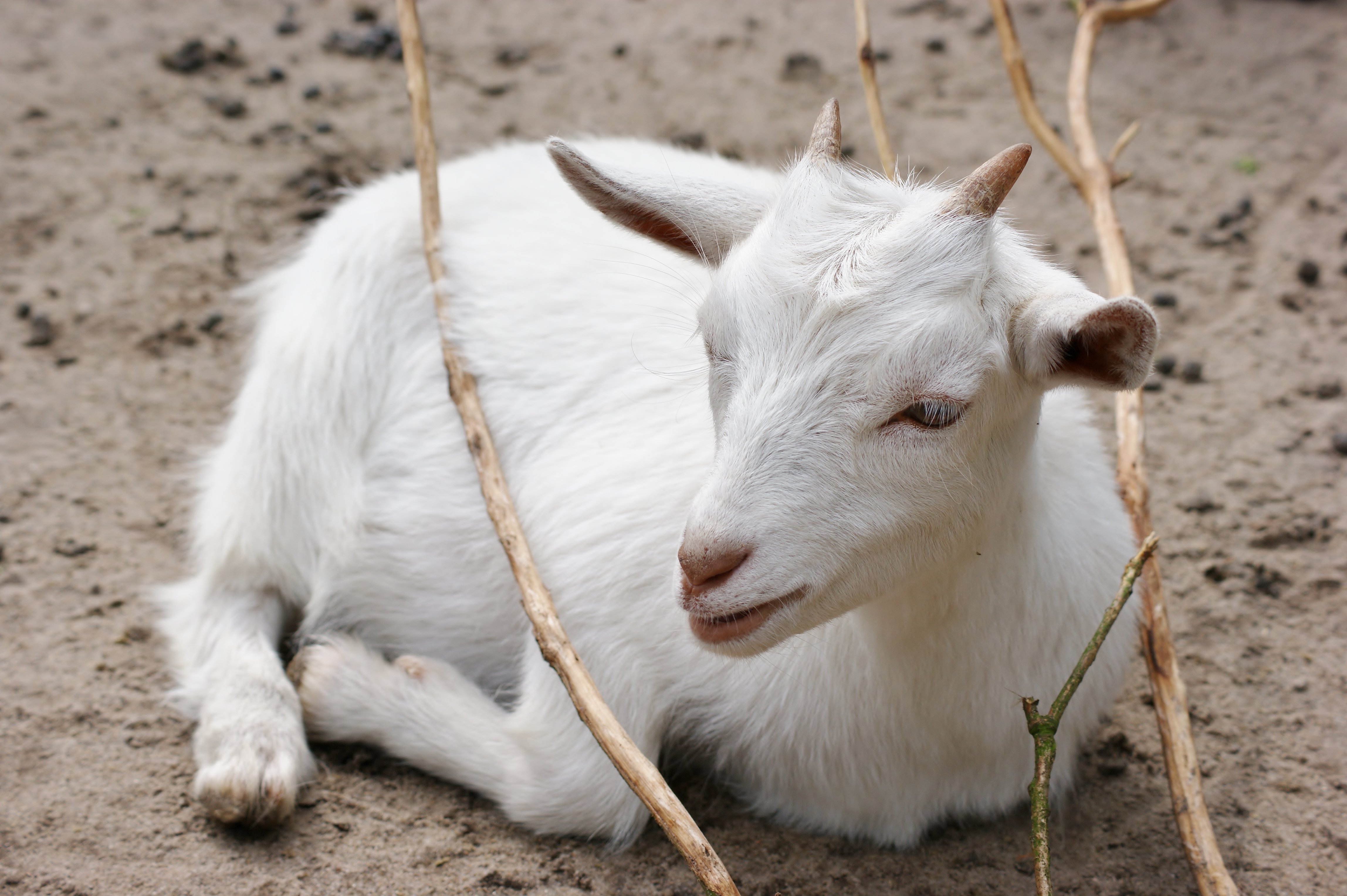